# Linaria fallax
Linaria fallax är en grobladsväxtart som beskrevs av Ernest Saint-Charles Cosson, Jules Aimé Battandier och Trab.. Linaria fallax ingår i släktet sporrar, och familjen grobladsväxter. Inga underarter finns listade i Catalogue of Life.